# Бартоломео Колеони (лек крайцер, 1930)
Бартоломео Колеони (на италиански: Bartolomeo Colleoni) е лек крайцер на италианския флот от времето на Втората световна война. Кораб от типа „Алберто да Джусано“. Наречен е в чест на средновековен италиански кондотиер.

## История на службата
Поръчката за строителството на кораба е дадена през 1926 г. Крайцерът е заложен на 21 юни 1928 г., спуснат на вода на 21 декември 1930 г., влиза в строй на 10 февруари 1932 г. До ноември 1938 г. служи в териториалните води на Италия, докато не съпровожда крайцера „Раймондо Монтекуколи“, плаващ към Далечния Изток. На 23 декември 1938 г. „Бартоломео Колеони“ пристига в Шанхай, където остава до началото на Втората световна война.
На 1 октомври 1939 г. крайцерът отплава от Шанхай, връщайки се в родни води на 28 октомври. Заедно с „Джовани деле Банде Нере“ съставя 2-ра крайцерска дивизия във 2-ра ескадра.
Първата задача, с влизането на Италия във Втората световна война, получава на 10 юни 1940 г., участвайки в поставянето на минни заграждения в Сицилианския канал и преминава впоследствие към съпровождането на конвои по маршрута Неапол – Триполи.
На 17 юли 1940 г. „Бартоломео Колеони“, съпровождан от „Джовани деле Банде Нере“, се насочва към остров Лерос, където има голяма групировка от британски кораби. През нощта на 19 юли италианската ескадра влиза в бой с австралийския лек крайцер „Сидни“ и пет разрушителя, които вече знаят за ескадрата благодарение на съобщения от пилоти. Попадение на снаряд от страна на „Сидни“ в машинното отделение на „Бартоломео Колеони“ води до мощен взрив и обездвижване на италианския крайцер. Британските разрушители „Айлекс“ и „Хайперион“ довършват италианския кораб с торпеда. В боя загиват 121 члена на екипажа на „Бартоломео Колеони“.